# Вальє-де-Вальделагуна
Вальє-де-Вальделагуна (ісп. Valle de Valdelaguna) — муніципалітет в Іспанії, у складі автономної спільноти Кастилія-і-Леон, у провінції Бургос. Населення — 204 особи (2010).
Муніципалітет розташований на відстані близько 190 км на північ від Мадрида, 50 км на південний схід від Бургоса.
На території муніципалітету розташовані такі населені пункти: (дані про населення за 2010 рік)
- Уерта-де-Абахо: 67 осіб
- Кінтанілья-де-Уррілья: 9 осіб
- Тольбаньйос-де-Абахо: 58 осіб
- Тольбаньйос-де-Арріба: 55 осіб
- Вальєхімено: 15 осіб

## Демографія
Динаміка населення (INE ):